# Мидуей
 Тази статия е за островите.  За града в САЩ вижте Мидуей (Юта).  
Мидуей е атол в западната част на Хавайския архипелаг в Полинезия (северната част на Тихия океан) в състава на Малките далечни острови на САЩ, принадлежащи към островните външни територии на САЩ.

## География
Атолът е разположен приблизително на 1/3 от пътя между Хонолулу и Токио и по средата между щата Калифорния и Япония, откъдето идва и името Мидуей (в превод: По средата на пътя). Състои се от дин пръстеновиден коралов риф с диаметър 6 km и 2 главни острова – Пясъчния остров (Санд) и Източния остров, както и от множество по-малки надводни издатини. Островите служат за място на гнездене на стотици хиляди морски птици. Албатросите на Мидуей населяват всички острови и живеят в съжителство с хората.
Общата площ на островите се равнява на 6,23 km², а включващата се към атола лагуна е с площ 40 km². От географска гледна точка атолът е част от северозападните Хавайски острови. Правят се усилия те да станат част от щата. Бреговата линия възлиза на 15 km. Най-висока точка 13 m надморска височина. Климатът е тропичен, океански, със средна годишна температура 26 °С и валежи – 1500 – 2000 mm годишно.

## Население
Първоначално ненаселени, днес на островите живеят 40 души, всички на Пясъчния остров. През 1978 г. там пребивават над 2300 души, повечето от армията, а атолът служи като военна база на Военноморските сили на САЩ.

## История
Островите Мидуей са открити на 5 юли 1859 г. от американския капитан Дж. Брукс, а през 1867 г. са присъединени към територията на САЩ, 30 години преди останалите Хавайски острови. Първоначално служат главно за станция по пътя между Калифорния и Япония. През 1903 г. Мидуей става една от станциите на тихоокеанската телефонна компания Commercial Pacific Cable Company и на него се настаняват първите заселници. След оплаквания заради зачестилите появявания на японски рибари в акваторията на атола, островите стават грижа на американското министерство на военноморския флот. През 1940 г. там е построена военновъздушна база на Военноморските сили на САЩ.
Островите стават известни с битката при Мидуей (4 – 7 юни 1942 г.), проведена между САЩ и Япония. Това е една от най-важните битки на тихоокеанския театър по време на Втората световна война. Япония губи 4 самолетоносача и трябва да прекрати опитите си за завземане на Мидуей. От 1943 до 1945 г. атолът се използва като база за подводници. Особено по време на Корейската и Виетнамската война Мидуей е използван като станция за транспорт на машини и за други нужди.
През 1996 г. атолът е на подчинение на Министерството на вътрешните работи на САЩ и е обявен за Национален резерват.
В днешни дни на острова вече се допускат туристи. Пистата за приземяване на самолети на Източния остров е западнала, докато на Пясъчния остров още могат да се приземяват дори големи транспортни самолети.